# La Ferme aux loups
Pour plus de détails, voir Fiche technique et Distribution.
La Ferme aux loups est un film français réalisé par Richard Pottier et sorti en 1943.

## Synopsis
Deux journalistes enquêtent sur les circonstances de la mort d'un mendiant, dont le frère jumeau est ensuite retrouvé assassiné dans une maison connue comme « la Ferme aux Loups ».

## Fiche technique
- Titre : La Ferme aux loups
- Réalisation : Richard Pottier
- Scénario et dialogues : Carlo Rim
- Photographie : Armand Thirard
- Décors : André Andrejew
- Son : Antoine Petitjean
- Musique : Roger Dumas
- Montage : Gérard Bensdorp
- Production : Alfred Greven
- Société de production : Continental Films
- Pays de production :  France
- Format : Noir et blanc - 35 mm - 1,37:1
- Genre : Policier
- Durée : 89 minutes
- Date de sortie : France - 14 décembre 1943
- Affiche : Jean-René Poissonnié (France)

## Distribution
- François Périer : Bastien
- Paul Meurisse : Furet
- Martine Carol : Micky (créditée Martine Carole)
- Guillaume de Sax : le directeur du journal
- Gabriello : Latripe
- Suzanne Dantès : la comtesse
- Palau : le juge d'instruction
- Georges Chamarat : Perruche
- Paul Barge : Gustave
- Fernand Blot : Féroud
- Albert Brouett : un employé de la morgue
- André Chanu : Chicot
- Henri Charrett : un employé de la morgue
- Jacques Courtin : un inspecteur
- Eugène Frouhins : Espérandieu (as Frouhins)
- Cécyl Marcyl : la clocharde
- Franck Maurice : un gendarme
- Daniel Royer : Papillon
- Jean Paley : Martial
- Jean Reynols : Boulinoff
- Victor Tcherniavsky : Wladimir
- Léon Mazeau : un inspecteur
- Pierre Mindaist : le cycliste
- Jean Halle : le médecin Légiste
- Fred Herbault : un agent
- Liliane Lesaffre : l'infirmière
- Jean Vallois : le clochard
- Georges Vasty : le sourd-muet
- Jules Vibert : le médecin à la ferme
- Georges Zagrebelsky : le chauffeur
- Henri Vilbert : Bardoux

## Autour du film
- Revue de presse sur Gallica[1]
- DVD sorti en 2012 (coll. « Gaumont Découverte DVD »)[2].